# Ingalill Arvling
Tove Ingalill Arvling, född 18 juni 1955, är en svensk före detta fotbollsspelare. Hon spelade 9 A-landskamper för Sverige (0 mål). På klubbnivå representerade hon Hammarby IF.
Arvling spelade i det allra första svenska damlandslaget i fotboll, som spelade 0–0 mot Finland på Åland den 25 augusti 1973.